# 田中由紀 (国土交通官僚)
田中 由紀 (たなか ゆき、1966年〈昭和41年〉12月30日 - ) は、日本の運輸・国土交通官僚。

## 経歴
千葉県出身。1990年3月に一橋大学経済学部を卒業。国家公務員採用試験Ⅰ種(経済)に合格し、同年4月運輸省に入省。国際運輸・観光局政策課に配属。
2011年、国際観光振興機構ニューヨーク事務所長に就任。東日本大震災後の東北地方の観光振興に尽力した。
2021年7月1日、国土交通省東北運輸局長に就任。
2023年7月4日、国土交通省国際統括官に就任。2025年7月1日、辞職。

## 年表
基本的な出典
- 1990年04月：運輸省入省
- 1997年07月：海上保安庁警備救難部航行安全課補佐官
- 1998年06月：運輸省運輸政策局観光部旅行振興課補佐官
- 2001年01月：国土交通省海事局国内旅客課長補佐
- 2002年07月：環境省環境管理局自動車環境対策課課長補佐
- 2004年08月：国土交通省大臣官房人事課長補佐
- 2006年
  - 01月：国土交通省海事局外航課長補佐
  - 04月：（独）鉄道建設・運輸施設整備支援機構総務部総務課長
- 2008年04月：国土交通省総合政策局付（休職・（財）運輸政策研究機構問題研究所）
- 2011年06月：（独）国際観光振興機構ニューヨーク事務所長
- 2015年07月：観光庁参事官（国際会議担当）
- 2016年10月：観光庁国際観光課長
- 2017年07月07日：国土交通省海事局総務課長[6][7]
- 2018年07月31日：国土交通省総合政策局国際政策課長[8]
- 2019年
  - 07月：内閣官房内閣審議官（内閣官房副長官補付）
  - 07月：（命）内閣官房まち・ひと・しごと創生本部事務局次長
  - 07月：（併）内閣府地方創生推進事務局審議官
- 2020年
  - 04月：（命）内閣官房産業遺産の世界遺産登録推進室次長
  - 07月21日：国土交通省大臣官房政策評価審議官（併）大臣官房秘書室長[9][10]
- 2021年07月01日：国土交通省東北運輸局長[11][2]
- 2023年07月04日：国土交通省国際統括官[12][4]
- 2025年07月01日：辞職[5]